# 马修·古德温
马修·古德温 （英語：Matthew Goodwin, 1981年12月17日—）是一位英国学者，目前担任肯特大学政治和国际关系学院政治教授以及英国智库漆咸楼副研究员。

## 生平
1981年出生于英国，2003年毕业于索尔福德大学政治和当代史学士学位，2004年毕业于西安大略大学政治科学硕士学位，2007年在罗杰·伊特威尔指导下完成巴斯大学博士学位。2010年至2015年担任诺丁汉大学政治副教授，2008年至2010年担任曼彻斯特大学政治和经济治理研究所(IPEG)副研究员。2015年开始担任肯特大学政治教授。
他专供于英国政治，激进政治权力和欧洲主义。
2017年5月27日，马修·古德温宣称如果工党在2017年英国大选中获得超过38%的席位，将把自己关于英国退欧的新书吃掉。6月10日他实现自己的诺言，在天空新闻台直播了自己吃书的全过程。

## 著作
- 《21世纪英国极端主义》，Routledge，合著。[4]
- 《新英法西斯主义：英国国民党的兴起》[5]
- 《右派反动：解释支持英国的激进权利》，Routledge，2014年，合著

他的研究还出现在《新政治家》、《卫报》、 《威斯敏斯特时间》和 《展望（杂志）》中。

## 荣誉
2014年英国政治研究协会 (PSA)授予他理查德·罗斯奖，奖励他所做的学术贡献。